# Sybra plagiatoides
Sybra plagiatoides är en skalbaggsart som beskrevs av Stefan von Breuning 1950. Sybra plagiatoides ingår i släktet Sybra och familjen långhorningar.
Artens utbredningsområde är Filippinerna. Inga underarter finns listade i Catalogue of Life.